# سد السديد
سد السديد أحد سدود الطائف التاريخية.

## الوصف
ًيقع السد في مخنق جبلي الرميدة والقرة في وادي عرضة، جنوب شرق الطائف، يدخل إليه يمينًا قبل الوصول إلى متنزه وادي عرضة في برحة تفضي إلى شعاب لا تصل إليها السيارات على بعد 500 متر من طريق الطائف - الشفا، ثم يتجه السالك شرقًا مشيًا على الأقدام حتى يصل إلى مخنق الجبلين المشار إليهما، حيث يوجد السد. ويمتد جداره من الشرق إلى الغرب بطول 21 متر، وارتفاعه عند منتصفه 4.6 متر، وعرضه 1.35 متر، وفي الجهة الغربية من جدار السد يوجد مفيض لتصريف المياه عند امتلاء السد.